# Wayuunaiki (jornal)
Wayuunaiki é um jornal mensal bilíngue da Venezuela, publicado em espanhol e Wayuunaiki, publicando principalmente notícias do povo wayuu e de outros povos indígenas da Venezuela e da Colômbia.
Fundado no ano de 2000, é distribuído na Venezuela e na Colômbia. Sua fundadora e atual diretora é Jayariyú Farias Montiel. Em 2010, o jornal foi nomeado para o Programa Internacional para o Desenvolvimento da Comunicação (IPDC) da UNESCO, ficando em quarto lugar.